# Георгиевская церковь (Кобрин)
Георгиевская церковь — историческое здание второй половины XIX века в Кобрине. Церковь расположена на кладбище, по адресу: улица Ленина, дом 104.

## История
Ранее на этом месте, на старом городском кладбище (возможно, изначально кладбище было многоконфессиональным) существовала деревянная Пречистенская церковь. В 1889 году на средства прихожан было построено современное деревянное здание, возможно, с сохранением фрагментов старой церкви (по данным «Гродненского православно-церковного календаря» за 1899 год). Освящена 6 мая 1890 года. Церковь была закрыта в 1961 году по причине ветхости, использовалась как склад. Восстановительные работы начались в начале 1990-х гг. Заново освящена в 2005 году.

## Архитектура
Георгиевская церковь — памятник народного деревянного зодчества. Основной объём церкви представляет собой прямоугольный сруб под вальмовой крышей. По центру крыши — луковичная главка на барабане, маковка венчает алтарную часть. Спереди к основному объёму пристроен двухъярусный четырёхгранный объём притвора-колокольни. Колокольню венчает небольшая луковичная главка на восьмигранном шатре. Фасады церкви обшиты горизонтально. Оконные проёмы имеют лучковую форму, декорированы наличниками. На входе в церковь — крыльцо с двускатным навесом.